# Claude Misson
Claude Misson (Libië, 1947) is een Belgisch voormalig diplomaat.

## Levensloop
Claude Misson groeide op in Libië, waar hij aan Italiaanse scholen studeerde. Hij studeerde politieke en diplomatieke wetenschappen aan de Université libre de Bruxelles en Europese studies aan het Institut d'études européennes van de ULB.
Hij werkte op het kabinet van Europees commissaris Carlo Scarascia-Mugnozza en van 1972 tot 1977 bij de Europese werkgeversorganisatie UNICE. In 1977 trad hij in dienst van Buitenlandse Zaken. Hij was achtereenvolgens op post bij de permanente vertegenwoordiging bij de Europese Economische Gemeenschap in Brussel en op de ambassades in Riyad en Brasilia. Misson was vervolgens ambassadeur in Abu Dhabi van 1990 tot 1994, Lissabon van 1997 tot 2000 en Madrid van 2000 tot 2004. Van 2004 tot 2008 was hij directeur-generaal van het Koninklijk Instituut voor Internationale Betrekkingen in Brussel en van 2008 tot 2012 was hij ambassadeur in Brasilia.